# Никола Ганчев (революционер)
 Тази статия е за революционера Никола Ганчев.  За кавалджията вижте Никола Ганчев (кавалджия).  
Никола (Колю) Ганчев е български революционер.

## Биография
Роден е на 5 февруари 1843 г. в с. Муратлии (днес квартал „Колю Ганчев“ в Стара Загора), Ескизаарско. По професия е обущар.
Ганчев е съратник на Васил Левски, председател на Старозагорския революционен комитет на Вътрешната революционна организация, основан от Левски. Организатор е и участник в Старозагорското въстание от 1875 г., заедно с братята Михаил и Георги Жекови, Стефан Стамболов, Господин Михайловски, Стефан Чифудов, Руси Аргов, Никола Райнов-Пантата и др. Заловен е през септември 1875 г. Изтезаван е в продължение на няколко месеца. Обесен е публично в Стара Загора на Акарджанския алан на на 19 май 1876 г.
В негова чест в Стара Загора са наименувани квартал „Колю Ганчев“ и улица. В градската градина (парк „5-и октомври“) му е издигнат паметник.